# Masbaraud-Mérignat
Masbaraud-Mérignat era una comuna francesa que estaba situada en el departamento de Creuse, de la región de Nueva Aquitania que el 1 de enero de 2019 pasó a formar parte de la comuna nueva de Saint-Dizier-Masbaraud como comuna delegada.

## Demografía
| Gráfica de evolución demográfica de Masbaraud-Mérignat entre 1800 y 2016 |
|                                                                          |

Los datos demográficos contemplados en este gráfico de la comuna de Masbaraud-Mérignat se han cogido de 1800 a 1999 de la página francesa EHESS/Cassini, y los demás datos de la página del INSEE.